# Alois Mader
Alois Mader (* 10. Juni 1935 in Plan, Tschechoslowakei) ist ein deutscher Sportmediziner und Hochschullehrer.

## Leben
Nach dem Abitur 1954 studierte Mader von 1954 bis 1960 Medizin an der Martin-Luther-Universität Halle. Mader war von 1965 bis 1969 Assistenzarzt in Halle, wobei er sich zum Facharzt für Sportmedizin weiterqualifizierte, von 1969 bis 1974 war er Oberarzt und Abteilungsleiter für Leistungsphysiologie an der Sportärztlichen Hauptberatungsstelle des Bezirks Halle. Im Mai 1974 flüchtete er gemeinsam mit seiner Ehefrau und der gemeinsamen Tochter aus der DDR in die Bundesrepublik Deutschland, wo bereits seine Eltern und sein Bruder lebten. Später äußerte Mader: „Als sie alle weg waren, mußte ich auch gehen. Es war klar, daß ich auf der Abschußliste stand“. Mader wurde als wissenschaftlicher Angestellter am Lehrstuhl von Wildor Hollmann tätig: Er promovierte 1981 an der Universität zu Köln und habilitierte sich 1984 an der Deutschen Sporthochschule Köln. Zeitweilig war Mader medizinischer Betreuer des Vereins SSF Bonn.
Ab 1987 war er als Professor für Sportmedizin am Institut für Kreislaufforschung und Sportmedizin an der Deutschen Sporthochschule Köln tätig. Von 1999 bis 2000 nahm er kommissarisch die Leitung dieses Institutes wahr. Er war der betreuende Mannschaftsarzt der Ruderer des DRV (1979–1988), betreute die Olympiamannschaft 1984 und 1988 und arbeitete als ärztlicher Betreuer der deutschen Mittel- und Langstreckler.
Als Wissenschaftler setzte er sich vor allem mit der Laktatbestimmung auseinander. 1970/71 entwickelte er zusammen mit Haase ein Verfahren, das die Verwendung von nur noch einem Tropfen statt einer Ampulle zur Bestimmung des Laktatwertes nach Belastung ermöglichte.
Er befasst sich mit dem Thema Doping sowie später mit der Computersimulation des muskulären Energiestoffwechsels unter körperlicher Belastung. Aufgrund seiner langjährigen Tätigkeit in der DDR konnte er umfangreiche Informationen über die dortigen Dopingmethoden liefern. Seine persönliche Befürwortung maßvoller Formen des Dopings blieben umstritten. 1979 sagte Mader gegenüber der Süddeutschen Zeitung: „Statt sich zu entrüsten, sollte man es in der Bundesrepublik zur Kenntnis nehmen, daß sich in den letzten Jahren im Leistungssport zur schnelleren Steigerung sportlicher Leistungen Techniken entwickelt haben, die mit dem Grundsatz, daß die sportliche Leistung nur durch körperliches Training allein verbessert werden darf, nicht mehr oder nur mit Einschränkung in Übereinstimmung zu bringen sind.“ Er bestritt, dass Anabolika „in therapeutischen Dosen“ gesundheitsgefährdend für Sportler seien. In Brigitte Berendonks Buch „Doping Dokumente: Von der Forschung zum Betrug“ wird Mader als „Pharma-Manipulator“ bezeichnet, der auf Veranstaltung im Dezember 1976 der Autorin zufolge „sehr positiv von seinen Dopingerfahrungen“ berichtet habe. Dort heißt es außerdem, Mader habe sich „wie sein Chef, Professor Wildor Hollmann, für Anabolikadoping“ ausgesprochen und im Oktober 1976 gegenüber der Badischen Zeitung geäußert, das sei „kein sportärtzliches Problem, sondern eine sportethische Frage“. Mader habe nach seiner Flucht in die BRD laut Berendonk „ganz ungeniert von den Wohltaten des DDR-Anabolikadoping“ berichtet und habe seinen Kollegen in Westdeutschland Dopingmittel empfohlen. Mader habe zu „den größten Befürwortern der anabolen Steroide“ gezählt, stellten Strang und Spitzer in der Studie „Doping in Deutschland von 1950 bis heute aus historisch-soziologischer Sicht im Kontext ethischer Legitimation“ fest. Der Sportarzt Paul Nowacki berichtete, Mader habe „die Einnahme von Anabolika“ propagiert und sei nach seiner Flucht in den Westen dort „wie ein Messias bei den verschiedenen Verbänden empfangen“ worden.
In seinem letzten autobiographisch gefärbten Werk griff Mader scharf die Strukturen des Leistungssports der Bundesrepublik an, die durch ihr unwissenschaftliches Vorgehen vor allem im Bereich der Anwendung der Laktatanalytik auf die Trainingssteuerung in den Ausdauersportarten die deutschen Spitzensportler in das internationale Mittelmaß und/oder Doping getrieben hätten. 2013 äußerte Mader Zweifel an der Wirkungsweise von Dopingmitteln wie EPO. Und beim Doping mit Aufputschmitteln handele es sich um „ein von wissenschaftlichen Analphabeten konstruiertes Modell“.

## Wissenschaftliche Publikationen
- Mader, A., Föhrenbach, R., W. Hollmann: "Umfang und Intensität im Dauerlauftraining von Mittelstrecken- läuferinnen des DLV und Maßnahmen zur individuellen Trainings- und Wettkampfoptimierung." Leistungssport 6, 467 (1981)
- Mader, A., Hollmann, W., H. Liesen, H. Heck, R. Rost, B. Dufaux, P. Schürch, D. Lagerström, R. Föhrenbach: "Die Ausdauerleistungsfähigkeit der deutschen Fussball-Spitzenspieler." Dtsch. Z. Sportmed 5. 113 (1981)
- Mader, A., Föhrenbach, R., H. Liesen, H. Heck, W. Hollmann: "Die Ausdauerleistungsfähigkeit deutscher Spitzenathletinnen mit Wettkampfstrecken vom Sprint bis zum Marathonlauf." In: H. Heck, H. Liesen, R. Rost, W. Hollmann, Deutscher Sportärztekongreß, Köln, Kongreßband: Sport: Leistung und Gesundheit, Deutscher Ärzte-Verlag, Köln 1983.
- Mader, A., Liesen, H., R. Föhrenbach, H. Heck, W.Hollmann: "Zur Kalibrierung von Laufbandergometern." In: H. Mellerowicz, 1-W. Franz (Hrsg.) Berlin, internationales Seminar für Ergometrie (4. 1981, Berlin, West): "Standardisierung. Kalibrierung und Methodik in der Ergometrie", Erlangen: perimed-Fachbuch-Verlagsgesellschaft, 1983.
- Mader, A., Liesen, H., E. Ludemann, D. Schmengler, R. Föhrenbach: "Trainingssteuerung im Hochleistungssport: Einige Aspekte und Beispiele." Dtsch. Z. Sportmed. 36, Heft 1. – 18 (1985)
- Mader, A., Föhrenbach, R., W. Hollmann: "Determination of Endurance Capacity and Prediction of Exercise Intensities for Training and Competition in Marathon Runners." Int. J. Sportsmed. 8, 1987, 11-18
- Mader, A., Olbrecht, J., H. Heck, R. Föhrenbach, W. Hollmann: "De Analyse van het momentale Prestatievermogen en van de Trainingssuitvoering als Basis voor een etenschappelijke Trainingsbegleiding bij middellange en lange Afstandslopers." Tijdingen Nr. 36. Vol 9 (1988) S. 484–504.
- "Gesund-Vital-Schlank, Fettverbrennung, der Königsweg zur dauerhaften Fitness. Raus aus der Insulinfalle" Mit Fachbeiträgen von Prof. Dr. Gerhard Uhlenbruck und Prof. Dr. Alois Mader und einem Geleitwort von Prof. Dr. Wildor Hollmann, Deutscher Ärzte-Verlag, 2001, ISBN 978-3-7691-1164-4
- Mader, A.: "Der Mensch im Hochleistungssport und in der Leistungsphysiologie – Objekt oder Subjekt? Eine wenig philosophische Betrachtung." Brennpunkte der Sportwissenschaft (Sankt Augustin) 6 (1992), 2, S. 157–159.
- Mader, A.: "Die Zeit im Sport – Die Geburt und die Herrschaft eines Prinzips im Hochleistungssport, in den Sportwissenschaften und in der Gesellschaft aus der Sicht der eigenen überschaubaren Zeit." Brennpunkte der Sportwissenschaft, Bd. 24, B.Ränsch-Trill (Hrsg.): "Zeit und Geschwindigkeit". Sankt Augustin: Academia Verlag, 2002, ISBN 3-89665-234-6
- Mader, A., Heck, H., Hollmann, W.: "Leistung und Leistungsbegrenzung des menschlichen Organismus interpretiert am Modell thermodynamisch offener Systeme. Ein Beitrag zur Diskussion biologischer Leistungsgrenzen im Hochleistungssport.". In Rieckert, H.: "Sport an der Grenze der menschlichen Leistungsfähigkeit". Springer, Berlin 1981.
- Mader, A.: "Aktive Belastungsadaptation und Regulation der Proteinsynthese auf zellulärer Ebene." Dtsch. Z. Sportmed. 41(2):40-58, 1990
- Mader, A., Heck, H., Hollmann, W.: "Simulative Berechnung der dynamischen Änderungen von Phosphorylierungspotential, Laktatbildung und Laktatverteilung beim Sprint." in: "Sport5: Leistung und Gesundheit". Dtsch. Sportärztekongress, Köln, 1982
- Mader, A., Heck, H., Hollmann, W.,: "A computer simulation model of energy output in relation to metabolic rate and internal environment." In: Knuttgen, J., Vogel, A., Poortmans, J. (eds): "Biochemistry of exercise". International Series on Sport Sciences, Vol. 12, Human Kinetics Inc. Champaign, Illinois, 1983
- Mader, A., Heck, H.: "Energiestoffwechselregulation, Erweiterungen des theoretischen Konzepts und seiner Begründungen. Nachweis der praktischen Nützlichkeit der Simulation des Energiestoffwechsels." In: Mader, A., Allmer, H. (Hrsg.): "Computersimulation – Möglichkeiten zur Theoriebildung und Ergebnisinterpretation" Brennpunkte der Sportwissenschaft. 8. Jhg, 1994/2, Academia Verlag, Sankt Augustin
- Mader, A.: "Magnesium und sportliche Leistung." Dt.Ztschr.f.Sportmed. Sonderheft 38, 50-59, 1987
- Mader, A.: "Aktive Belastungsadaptation und Regulation der Proteinsynthese auf zellulärer Ebene: ein Beitrag zum Mechanismus der Trainingswirkungen und der Kompensation von funktionellen Mehrbelastungen von Organen." Dt.Ztschr.f.Sportmed. 41; No. 2, 40-58, 1990
- Mader, A.: "Zum Problem der Anpassung der Muskulatur in der Substruktur der Muskelzelle als Funktion der Trainingsbelastung – Konsequenzen für die Ermüdung/Erholung und chronische Überlastung/Übertragung." In: Thorauer, H.A., Carl, K., Türck-Noack, U. (Hrsg.): Muskelermüdung – Forschungsansätze in der Trainingswissenschaft. Sportbuch Strauß 2001
- Mader, A., Liesen, H., Heck, H., Philippi, R., Rost, R., Schürch, P., Hollmann, W.: "Zur Beurteilung der sportartspezifischen Ausdauerleistungsfähigkeit im Labor." Sportarzt und Sportmedizin, 4, 80-88, 1976
- Mader, A., Heck, H., Hollmann, W.: "Evaluation of lactic acid anaerobic energy contribution by determination of postexercise lactic acid concentration in ear capillary blood in middle distance runners and swimmers." In: Landry, F. Orban, A.R. (eds): The international Congress Biochemistry of exercise, Symposia 1978
- Mader, A.: "Zur Beurteilung der Stoffwechselleistungsfähigkeit des Eliteruderers im Training und Wettkampf." Beiheft Leistungssport: Information zum Training, dsb Bundesausschuss Leistungssport, 9. April 1977.
- Mader, A., Madsen, O., Hollmann, W.: "zur Bedeutung der laktaziden Energiebereitstellung im Sportschwimmen." Leistungssport 4; 263-279,5; 408-418, 8; 1980
- Mader, A.: "the contribution of physiology to the science of coaching." In: Simri, U. (ed.) The Art and Science of Coaching. Proceedings of the international seminar Dec 1979. The Wingate Institute for Physical Education. Netanya, Israel 1980
- Mader, A., H. Heck, R. Föhrenbach, W. Hollmann: "Das statische und dynamische Verhalten des Laktats und des Säure-Basen-Status im Bereich niedriger bis maximaler Azidosen bei 400-m- und 800-m-Läufern bei beiden Geschlechtern nach Belastungsabbruch." Dtsch Z. Sportmed. 7.203;8,249 (1979).
- Mader, A., Heck, H.: "Möglichkeiten und Aufgaben in der Forschung und Praxis der Humanleistungsphysiologie." Spectrum der Sportwissenschaften, 3, Heft 2; 5-54, 1991
- Mader, A.: "Evaluation of the endurance performance of marathon runners and theoretical analysis of test results." The Journal of Sport Medicine and Physical Fitness Vol. 31 (1) 1-19, 1991
- Mader, A.: "Die Komponenten der Stoffwechselleistung in den leichtathletischen Ausdauerdisziplinen – Bedeutung für die Wettkampfleistung und Möglichkeiten zu ihrer Bestimmung." In: Tschine, P. (Hrsg.) Neue Tendenzen im Ausdauertraining. Informationen zum Leistungssport Bd. 12, 1994
- Mader, A., Hartmann, U., Hollmann, W.: "Einfluss eines Höhentrainings auf die kariopulmonale Leistungsfähigkeit in Meereshöhe, dargestellt am Beispiel der deutschen Ruder-Nationalmannschaft." In Hollmann, W. (Hrsg.) Zentrale Themen der Sportmedizin, Springer 1985
- Mader, A.: "Eine theoretische Möglichkeit zur Bestimmung der Stoffwechselaktivität mittels Computersimulation und die Anwendung zur Interpretation leistungsphysiologischer Tests von Ausdauersportlern." In: liesen, H., Weiß, H., Baum, M. (Hrsg.) Regulation und Repairmechanismen. Köln, dtsch. Ärzte-Verlag, 1994
- Mader, A. "Aussagekraft der Laktatleistungskurve in Kombination mit anaeroben Tests zur Bestimmung der Stoffwechselkapazität." In: Clasing, Weicker, Böning (hrsg.) Stellenwert der Laktatbestimmung in der Leistungsdiagnostik. Fischer Verlag Stuttgart, Jena, New York, 1994
- Mader, A.: "Praktische und theoretische Untersuchungen zum Verhältnis des Laktats und des Säure-Basen-Status unter hohen sportlichen Belastungen bei Schwimmern und Schwimmerinnen in Meereshöhe und im Verlauf eines Höhentrainings." Inaugural-Dissertation, Universität Köln, 1981
- Mader, A.: "Glycolysis and oxidative phosphorylation as a function of cytosolic phosphorylation state and power output of the muscle cell. Eur J Appl. Physiol. (2003) 88; 317-338. Review Article. Accepted for publication: 12. June 2002.
- Mader, A.: “A Transcription-Translation Activation Feedback Circuit as a Function of Protein Degradation, with the Quality of Protein Mass Adaptation Related to the average functional Load”. J. theoretical. Biol. (1988) 134, 135-157.
- Mader, A.: "Eine Theorie zur Berechnung der Dynamik und des steady state von Phosphorylierungsszzustand und Stoffwechselaktivität der Muskelzelle als Folge des Energiebedarfs", Habilitationsschrift, Köln, 1984
- Mader, A., Heck, H.: “A theory of the metabolic origin of Anaerobic Threshold.” Int. J. Sports Med. 7(Suppl.1): 45-65, 1986